# Szmonces

Szmonces est un terme yiddish désignant une plaisanterie ou un non-sens en Europe centrale et particulièrement en Pologne.
Le mot « szmonces » signifie « sourire » en langue yiddish. Le terme désigna au cours du XIXe siècle, une blague, un sketch basé sur l’humour juif et qui rencontra un certain succès dans un certain nombre de cabarets en Autriche-Hongrie et en Pologne avant la Seconde Guerre mondiale. 
Selon la définition contenue dans le « Dictionnaire juif-polonais », le « szmonce » est un monologue ou dialogue, ou encore une chanson sur des thèmes juifs, relevant de l’humour juif. Les szmonces peuvent aussi être basés sur des œuvres littéraires ou du genre cabaret. Toutefois, le dictionnaire consacré à l’histoire et la culture des Juifs polonais, définit le mot « szmonces » comme principalement une blague sous la forme d’histoires courtes. Les Szmonces reposent également sur le parler des Juifs de Pologne qui, depuis le Moyen Âge, avaient l’obligation de parler le polonais en plus du yiddish. Malheureusement, en raison du manque d’éducation dans les écoles polonaises, et du peu de contact avec la langue polonaise, en particulier au cours de l’enfance et de la jeunesse, les jeunes Juifs de langue ashkénaze élaborèrent avec le temps un type très spécifique de langage polonais, très différent de la langue maternelle polonaise. 
Certains auteurs polonais furent à la base de ce registre humoristique et moqueur, basé sur les jeux de mots, tels que Julian Tuwim, Konrad Tom, Edward Dziewoński et Wieslaw Michnikowski.
Les szmonces ont été utilisés dans le cadre du jeu politique, qui était fondé sur la réticence des communautés juive et polonaise l’une envers l’autre. L’humour des szmonces ayant été utilisé également, d’une façon caricaturale à l’encontre de la communauté juive dans un antisémitisme présent chez un certain nombre de Polonais catholiques. Heureusement, le public, qui aimait les szmonces, fit leur succès en appréciant ce type de divertissement. Le szmonce classique et traditionnel n’est pas malveillant envers les Juifs, mais demeure avant tout une satire amusante et humoristique caractéristique de l’humour juif.